# Marada Kabira
Marada Kabira – wieś w Syrii, w muhafazie Aleppo. W 2004 roku liczyła 583 mieszkańców.